# 伯靈頓鎮區 (密歇根州卡爾霍恩縣)
伯靈頓鎮區（英語：Burlington Township）是位於美國密歇根州卡爾霍恩縣的一個行政鎮區。

## 地方資料
伯靈頓鎮區的面積為93.60平方千米，當中陸地面積為92.50平方千米，而水域面積為1.10平方千米。根據2020年美國人口普查的數據，當地共有人口1957人，而人口密度為每平方千米20.91人。